# Drassyllus carbonarius
Drassyllus carbonarius är en spindelart som först beskrevs av O. Pickard-Cambridge 1872.  Drassyllus carbonarius ingår i släktet Drassyllus och familjen plattbuksspindlar.
Artens utbredningsområde är Israel. Inga underarter finns listade i Catalogue of Life.